# Serpula rubens
Serpula rubens är en ringmaskart som beskrevs av Ian Rothwell Straughan 1967. Serpula rubens ingår i släktet Serpula och familjen Serpulidae. Inga underarter finns listade i Catalogue of Life.